# Наша нива (1906)
«На́ша ни́ва» (біл. Наша Ніва) — щотижнева дореволюційна білоруська газета.

## Історія
Виходила у Вільні з 10 (23) листопада 1906 до 7 серпня 1915 білоруською мовою кирилицею та з першого номера до № 42, 18 (31) жовтня 1912) також білоруською латиницею, із заголовками «Наша Ніва» та «Nasza Niwa».
Редактори-видавці Вольський, Власов, Луцкевич. Друкувалась у друкарні Мартіна Кухти.
Відігравала важливу роль у розвитку білоруського національного руху та білоруської літературної мови. Газета публікувала твори членів Білоруського видавничого товариства Янки Купали (поеми «Курган», «Бондаровна» тощо), Якуба Коласа (уривки поеми «Нова земля» й інші), Максима Богдановича, Алеся Гаруна, Змітрока Бядулі, Ядвігіна Ш. та багатьох інших білоруських письменників. Значення видання у розвитку білоруської літератури дозволяє історикам літератури виділяти особливий «нашонивський» період в історії білоруської літератури.
Вихід газети було припинено через наближення російсько-німецького фронту до Вільни.
1920 року випуск газети було відновлено, у період з 28 жовтня до 20 грудня 1920 року вийшло 9 номерів, після чого газету було заборонено польською військовою цензурою.
1991 року газета відроджується під редакцією журналіста Сергія Дубовця. Газета знову стає головним виданням національно-демократичної інтелігенції, публікуючи разом із новинами літературні твори, есе. 1996 року редакція газети переїхала до Мінська, з літературно-інтелектуального видання «Наша Ніва» поступово трансформується в суспільно-політичне.